# جیرولامو کسار

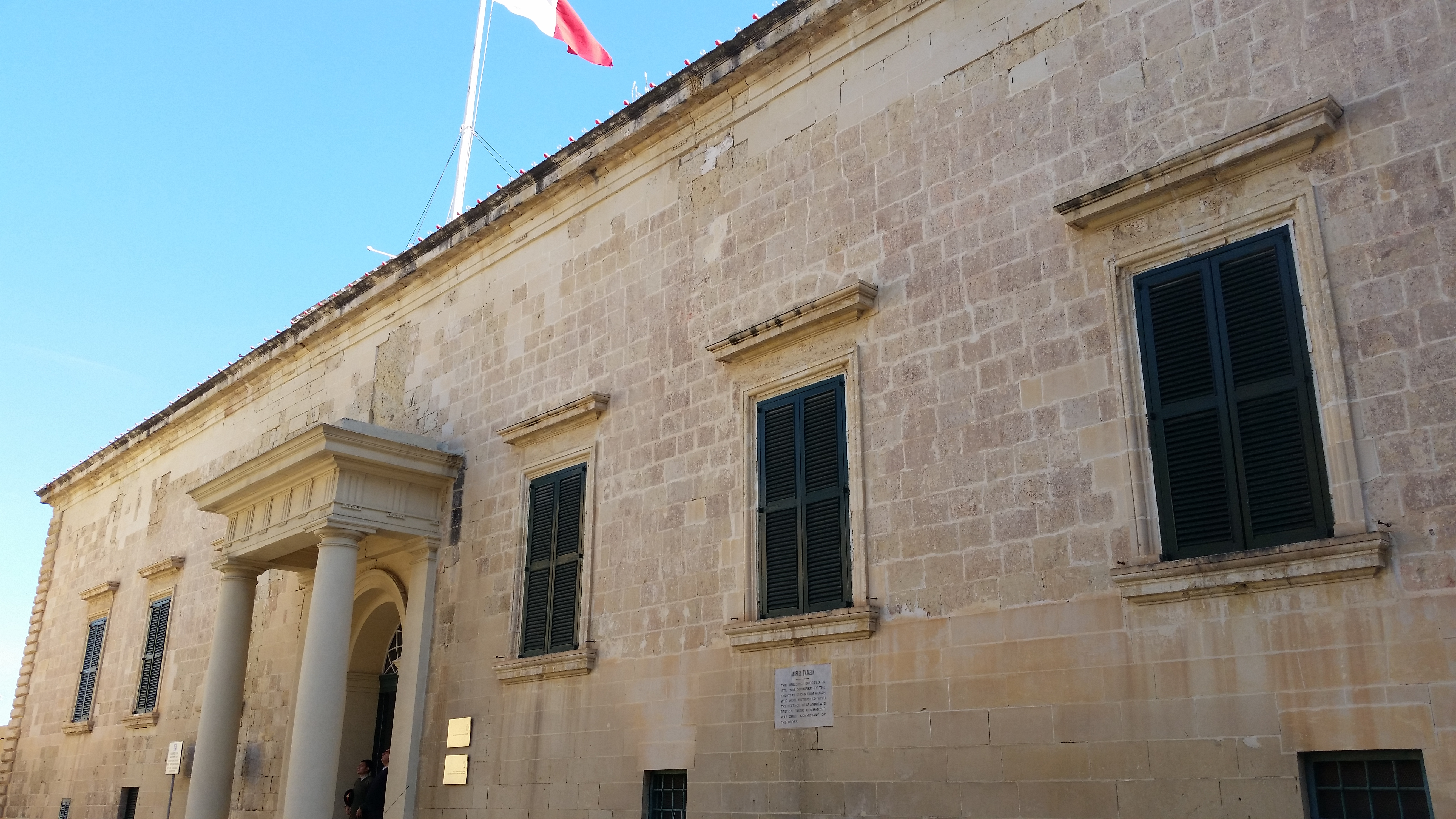
جیرولامو کسار

 جیرولامو کسار (انگلیسی: Girolamo Cassar؛ ۲۰ اوت ۲۰۱۴ – ) یک معمار اهل مالت بود.